# 埃勒茨霍瑟湖

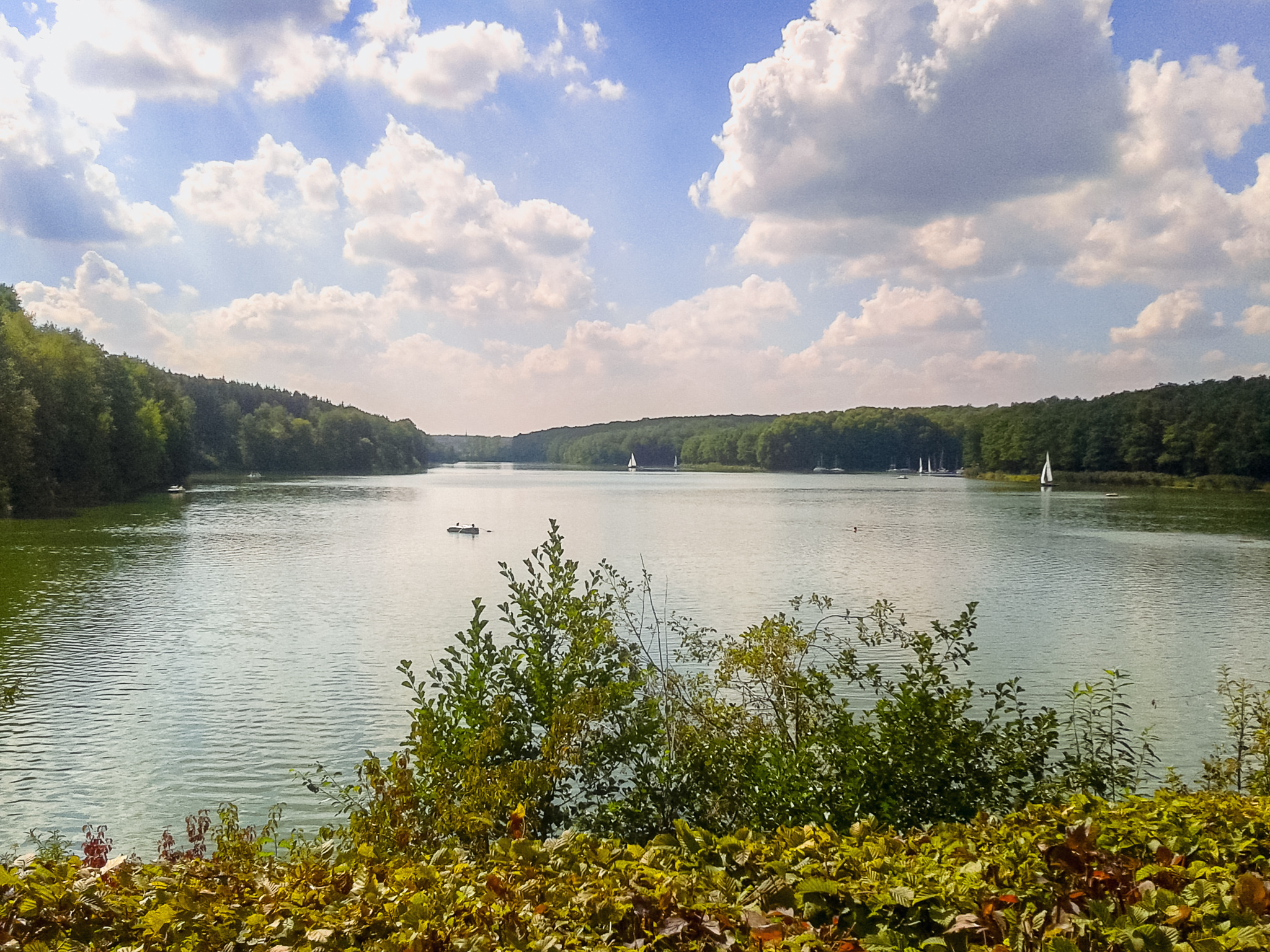

50°08′53″N 10°22′30″E / 50.148°N 10.375°E
埃勒茨霍瑟湖（德語：Ellertshäuser See）是德國的水庫，位於該國東南部，由巴伐利亞負責管轄，處於施塔特勞林根，面積0.3平方公里，海拔高度335米，水體容量230萬立方米。